# Tripogon oliganthos
Tripogon oliganthos är en gräsart som beskrevs av Thomas Arthur Cope. Tripogon oliganthos ingår i släktet Tripogon och familjen gräs. Inga underarter finns listade i Catalogue of Life.